# Laytown
Laytown (in irlandese: An Inse che significa "l'isolotto") è una cittadina sulla strada regionale R150 sulla costa del Mar d'Irlanda della contea di Meath, in Irlanda.

Insieme con i vicini centri abitati di Mornington e Bettystown costituisce la census town di Laytown-Bettystown-Mornington, con una popolazione complessiva di 10.889 secondo il censimento del 2011.

## Storia
La zona circostante è conosciuta per essere stata colonizzata da circa 1500 anni; scavi recenti hanno messo in luce degli insediamenti datati almeno al VI secolo d.C.
Nel 2000, uno scavo archeologico ha portato alla luce tombe paleocristiane di circa 50 persone e una recinzione dell'età del bronzo. I manufatti recuperati comprendono una spilla circolare vichingo-gaelica, anche se questo ritrovamento può significare solo contatti o commerci con vichinghi e non necessariamente una loro effettiva presenza nella zona.
Una collana di vetro blu, sempre del periodo paleocristiano, è stata trovata nel forte ad anello a Ninch Ovest associata con Láeg, auriga di Cú Chulainn, da cui si dice che Laytown prenda il suo nome.
Il tumulo di “Ninch”, identificato come la tomba di Lay, è stata scavato nel 1982/83 da Sweetman ed è risultato contenere due sepolture dell'età del ferro.

## Geografia fisica
Laytown si trova 50 km (30 miglia) a nord della capitale Dublino. Laytown e la vicina Bettystown si trovano su una delle più belle spiagge dell'Irlanda.

La spiaggia si estende da Mornington sul fiume Boyne al confine della contea di Louth a Gormanston sul fiume Delvin al confine della contea di Dublino.
Laytown invece si trova sulla foce del fiume Nanny, un estuario in cui possono essere pescate triglie, trote, anguille e ghiozzi ma non il salmone; infatti, secondo una tradizione locale, san Patrizio ha bandito tutto il salmone dal fiume!

In una vecchia scuola che si affaccia sul fiume si trova una sorgente nota come pozzo di San Patrizio.

## Edifici principali
Molti degli edifici principali di Laytown, tra cui le case a schiera che si affacciano sul mare, sono stati costruiti nella metà del XIX secolo.

L'architettura della chiesa del Sacro Cuore è di particolare rilievo: la facciata è quella originale dell'Ottocento, ma l'edificio principale è una sala circolare degli anni settanta con una grande finestra che si affaccia sul Mare d'Irlanda. Sulla collina dietro la finestra c'è una croce di legno alta sei metri.

## Trasporti e comunicazioni
Laytown, come molte altre cittadine lungo la costa orientale, è diventata una città di pendolari per i lavoratori di Dublino, favorita dal completamento dell'autostrada M1 che collega il nord-est del paese con la capitale.
Laytown è servita dalla linea Northern per pendolari che collega Drogheda e Dundalk alla stazione di Connolly a Dublino.

La stazione ferroviaria di Laytown è stata inaugurata il 25 maggio 1844 ed è stata ridenominata come Laytown & Bettystown nel 1913.
Un servizio di autobus express collega Laytown, Bettystown e Sonairte con Parnell Street a Dublino.

## Set cinematografico
Laytown ha fatto da set al film irlandese La moglie del soldato e all'americano Michael Collins nonché a diversi show televisivi.

## Sport
Dal 1876 Laytown ospita un'annuale corsa di cavalli su una spiaggia, una delle due sole corse europee sulla sabbia della spiaggia tenute secondo le regole ufficiali. La BBC ne ha fatto oggetto di un documentario, intitolato Racing the Tide.